# David Papineau
David Papineau (* 30. September 1947 in Como, Italien) ist ein britischer Philosoph. Er ist Professor für Wissenschaftstheorie am King’s College London. Papineaus Hauptarbeitsgebiet ist neben der Wissenschaftstheorie die Philosophie des Geistes, in der er an einer naturalistischen Theorie des Bewusstseins arbeitet.
Nach einem Bachelor of Science in Mathematik an der University of Natal in Südafrika studierte Papineau Philosophie und erwarb seinen Doctor of Philosophy 1974 an der Universität Cambridge. Nach Lehrtätigkeiten in Cambridge ist Papineau heute Professor in London. 2025 wurde er zum Mitglied der British Academy ernannt.

## Philosophie des Geistes
Papineau versteht sich als Naturalist. Er behauptet daher, dass es sich beim Bewusstsein um ein natürliches Phänomen handelt, das sich mit den Mitteln der Naturwissenschaften erforschen und erklären lässt. Eine solche Position hat allerdings mit einigen Problemen zu kämpfen, mit denen sich Papineau ausführlich auseinandergesetzt hat.
1. Intentionalität: Viele mentale Zustände beziehen sich auf Sachverhalte in der Außenwelt, so bezieht sich etwa der Gedanke, dass Angela Merkel kleiner als 1,80 m ist, auf den Sachverhalt, dass Angela Merkel kleiner als 1,80 m ist. Dieses Phänomen bezeichnet man als „Intentionalität“. Will man mentale Zustände etwa auf biologische Zustände reduzieren, so muss man erklären, wie biologische Zustände intentional sein können. Papineau antwortet hierauf mit einer evolutionären Geschichte: Ein biologischer Zustand repräsentiert einen Sachverhalt in der Außenwelt, weil es seine evolutionäre Funktion ist, diesen Sachverhalt zu repräsentieren. Papineaus Position ähnelt der von Ruth Millikan (siehe Teleosemantik).
2. Qualia: Viele mentale Zustände haben allerdings auch die Eigenschaft, auf bestimmte Weise erlebt zu werden. Ein mentaler Zustand wie Kopfschmerz führt nicht nur zu einem bestimmten Verhalten, sondern fühlt sich auf eine bestimmte Weise an. Nun wird argumentiert, dass sich mentale Zustände nicht auf biologische Zustände reduzieren lassen, da man nicht erklären könne, warum ein bestimmter biologischer Zustand zum Erleben von Schmerzen führt. Papineau wendet gegen dieses Argument ein, dass man die Warum-Frage gar nicht beantworten müsse. Es reiche, festzustellen, dass die biologischen und die mentalen Zustände immer zusammen auftreten, um für eine Identität der Zustände zu argumentieren.